# Terry Glavin
Terry Glavin (* 1955 im Vereinigten Königreich) ist ein kanadischer Schriftsteller und Journalist.

## Leben
Terry Glavin wurde im Vereinigten Königreich als Sohn irischer Eltern geboren, die bereits 1957 mit ihm nach Kanada auswanderten. Glavin arbeitete als Journalist und Kolumnist für The Daily Columbian, The Vancouver Sun, The Globe and Mail, National Post und The Georgia Straight. Dabei umspannt der Inhalt seines journalistischen wie schriftstellerischen Werke sowohl regionale als auch globale Themen von der Naturgeschichte bis hin zur Anthropologie und der aktuellen Politik.
Dementsprechend handelten seine ersten beiden Bücher über die Probleme verschiedener Stämme der First Nation: A Death Feast in Dimlahamid (1990), handelte von den Problemen der Gitxsan und Wet’suwet’en, wie sie ihren Zugang zur eigenen Oral History, sprich zur Überlieferung von Dimlahamid, einer antiken Stadt, die auch als Temlaham bekannt war. Sein zweites Werk Nemiah: The Unconquered Country (1992) versuchte den kulturellen und historischen Zugang zum Chilcotin District innerhalb British Columbia herzustellen, bei dem er auch einiges zum Chilcotin War von 1864 aus der Perspektive der Tsilhqot’in beisteuerte.
Zu seinen bekanntesten Büchern gehört The Last Great Sea: A Voyage Through the Human and Natural History of the North Pacific Ocean (2000), das für den Bill Duthie Booksellers’ Choice Award und den Roderick Haig-Brown Regional Prize nominiert worden war und schließlich den ebenfalls zu BC Book Prizes gehörenden Hubert Evans Non-Fiction Prize gewinnen konnte. Allerdings war es auch das erste und bisher einzige Mal, dass ein Buch in drei Preiskategorien der BC Book Prizes auf der Shortlist stand.
2006 geriet Glavin unter Druck vonseiten von Antikriegsaktivisten aufgrund einer Kolumne in Georgia Straight, in der er sich für eine Unterstützung der US-amerikanischen und israelischen Position bezüglich der Invasion des Libanon im Juli 2006 ausgesprochen hatte. Darüber hinaus ist Glavin ein Unterzeichner des Euston Manifesto.
2009 erhielt Glavin den Lieutenant Governor’s Award for Literary Excellence.
Terry Glavin unterstützt den Einsatz der Kanadischen Streitkräfte in Afghanistan und ist ein aktives Mitglied des Canada-Afghanistan Solidarity Committee.
2011 fungierte Glavin als abschließender und auswählender Juror des von The Malahat Review gestifteten Constance Rooke Creative Nonfiction Prize, der in diesem Jahr Anne Marie Todkill für Hoarding verliehen wurde.

## Werk
- A Death Feast in Dimlahamid – 1990.  ISBN 978-0-921586-14-2 (ÜNA 1998)
- Nemiah: The Unconquered Country – 1992
- A Ghost in the Water – 1994
- Dead Reckoning: Confronting the Crisis in Pacific Fisheries – 1996
- This Ragged Place: Travels Across the Landscape – 1996.[2]
- The Last Great Sea: A Voyage Through the Human and Natural History of the North Pacific Ocean – 2000
- A Voice Great Within Us – 1998 (mit Charles Lillard)
- North of Caution – 2002 (mit Ian Gill, Richard Manning, Ben Parfitt and Alex Rosel)
- Amongst God’s Own: The Enduring Legacy of St. Mary’s Mission – 2002. ISBN 978-0-9686046-1-8 (mit früheren Studenten von St. Mary’s)
- Waiting for the Macaws: And Other Stories from the Age of Extinctions – 2006
- The Sixth Extinction: Journeys Among the Lost and Left Behind – 2006.  ISBN 978-0-312-36231-7
  - Warten auf die Aras. Geschichten aus dem Zeitalter des Verschwindens. Aus dem Englischen von Waltraud Götting, Zweitausendeins, Frankfurt/a. M. 2008, ISBN 978-3-86150-894-6
- Come from the Shadows: The Long and Lonely Struggle for Peace in Afghanistan – 2011

## Auszeichnungen
- Best Column in a Magazine, Western Magazine Awards, 1998
- Science, Technology and Medicine Prize, National Magazine Awards Foundation, 1998
- Science Technology and Medicine Prize, Western Magazine Awards, 1998
- Jack Webster Awards prize for Science and Technology, 1997
- "Science in Society" prize from the Canadian Science Writers Association, 1996
- Special Award for Editorial Innovation, Impact or Courage, Western Magazine Awards, 1994
- First prize, Travel Writing, National Awards Foundation, 1994
- Best Essay of the Year, National Magazine Awards Foundation, 1993
- Science Technology and Medicine Prize, Western Magazine Awards, 1993
- Hubert Evans Non-Fiction Prize, 2001
- Lieutenant Governor’s Award for Literary Excellence, 2009